# Гней Сентій Сатурнін (консул 4 року)
Гней Сентій Сатурнін (лат. Gnaeus Sentius Saturninus; ? — після 21) — державний діяч Римської імперії, консул-суффект 4 року.

## Життєпис
Походив з роду нобілів Сентіїв. Син Гая Сентія Сатурніна, консула 19 року до н. е.
Державну службу розпочав під орудою свого батька у Сирії. Був у нього легатом з 9 до 7 року до н. е. У 4 році н. е. став консулом-суффектом після свого брата Гая, разом з Гаєм Клодієм Ліцином. У 5 році приєднався до Германіка у Сирії. У 17 році Германік призначив Сентія своїм заступником. Після смерті останнього у 19 році призначено проконсулом Сирії. На цій посаді перебував до 21 року.

## Родина
- Гней Сентій Сатурнін, консул 41 року